# ألكسندر نيكولايفيتش فاسيلييف (لاعب كرة قدم)
ألكسندر نيكولايفيتش فاسيلييف (الروسية: Александр Николаевич Васильев) هو لاعب كرة قدم روسي في مركز الوسط، ولد في 23 يناير 1992 في أوفا في روسيا. شارك مع منتخب روسيا تحت 21 سنة لكرة القدم. أما مع النوادي، فقد لعب مع سيبير نوفوسيبيريسك وسيسكا موسكو ونادي أوفا ونادي روستوف.

## وصلات خارجية
- ألكسندر نيكولايفيتش فاسيلييف (لاعب كرة قدم) على موقع قاعدة بيانات كرة القدم.إي يو (الإنجليزية)
- ألكسندر نيكولايفيتش فاسيلييف (لاعب كرة قدم) على موقع Soccerway.com (الإنجليزية)